# 田坂哲郎
田坂 哲郎（たさか てつろう、1983年8月19日 - ）は、日本の劇作家・演出家である。沖縄県浦添市生まれ。パブリックチャンネル所属。

## 概要
福岡県立博多青松高等学校在学中に演劇部に所属。2003年、西南学院大学国際文化学部在学中に、母校の博多青松高校演劇部出身者4名とともに、劇団「非・売れ線系ビーナス」を立ち上げる。以後、同劇団のほぼ全作品の脚本を担当している。
2007年に大学卒業後も引き続き劇作家・演出家として活動。自ら主宰する劇団や、その枠を離れたさまざまな公演で演出活動を行っている。

## 評価
田坂の演出については、しばしばその評価が分かれている。
例えば、2008年2月9・10日、高泉淳子の脚本による劇作品「クラブ・オブ・アリス」を田坂の演出とNPO法人アートマネージメントセンター福岡の主催により天神のイムズホールにて公演した際の評価は、小道具もほとんどなく一人で何役も演じ分けなければならない脚本でありながら、的確に配役して役者の演技力を引き出せたことや、「枝葉にあたる部分を破天荒に膨らませるのがうまい」ことを活かすことができキャスティングに優れている旨の評があった。
一方で、今後の課題として「……社会への違和感……や割り切れなさをも見つめていたら、芝居としてより深まったのかもしれない。」としてテーマの表現が表面的である旨の指摘や、「『寂しい独り身、そうでなければ結婚』という……二者択一を主軸にした」脚本をその演出でフォローできていないことなどが挙げられていた。まさはる
2011年に笹井宏之の短歌をモチーフとしたオーディオドラマ「些細なうた」（NHK佐賀放送局制作）の脚本を担当し、NHKオーディオドラマ選奨佳作を受賞した。

## 非・売れ線系ビーナス
非・売れ線系ビーナス（ひ・うれせんけいビーナス）は、田坂哲郎が主催する劇団である。福岡県福岡市を中心に活動している。2009年6月時点における劇団員の構成は男2女6と女性比率が高い。
田坂を含む福岡県立博多青松高等学校演劇部出身者5名により、2003年に結成された。田坂によると、劇団名のうち「非・売れ線系」とは『「売れ線」にはいま一歩及ばない、微妙な立ち位置の存在感』を意図して名づけられたものであり、「ビーナス」とは初期メンバーのうち田坂を除く4名が女性であったことに由来するという。
「本公演」は主に主宰の田坂哲郎が脚本・演出を手がけ、外部から客演を招き公演する形式となっている。一方、「番外公演」と位置づけられている公演は、出演陣が非・売れ線系ビーナスメンバーのみで構成されている。

### メンバー
- 田坂哲郎（主宰）
- 木村佳南子
- 大石香澄
- 緒方広美
- 辻祥子
- 林良子
- 松本めぐみ
- 樗木慎也

### 公演一覧
| 公演No.   | タイトル                       | 脚本     | 演出       | 会場                   | 公演日程       |
| --------- | ------------------------------ | -------- | ---------- | ---------------------- | -------------- |
| 1         | ピーピング・トムの失踪         | 田坂哲郎 | 田坂哲郎   | 甘棠館Show劇場         | 2003/7/6       |
| 2         | 女生徒                         | 田坂哲郎 | 田坂哲郎   | 甘棠館Show劇場         | 2003/11/24     |
| 3         | 赤鬼                           | 野田秀樹 | 田坂哲郎   | ぽんプラザホール       | 2004/2/22      |
| 4         | 千鳥ヶ池                       | 田坂哲郎 | 田坂哲郎   | ぽんプラザホール       | 2004/6/12・13  |
| 番外Vol.1 | 彼女のカルテ                   | 田坂哲郎 | 松本めぐみ | 甘棠館Show劇場         | 2004/11/7      |
| 5         | 世界で一番悲しい唇             | 田坂哲郎 | 田坂哲郎   | 多目的オープンスペース | 2005/2/5・6    |
| 5         | 世界で一番悲しい唇火曜劇場Ver. | 田坂哲郎 | 田坂哲郎   | ぽんプラザホール       | 2005/2/8       |
| 6         | 恋するマリールー               | 田坂哲郎 | 田坂哲郎   | 多目的オープンスペース | 2006/8/2～6    |
| 7         | ジョバンニの殺意               | 田坂哲郎 | 田坂哲郎   | 多目的オープンスペース | 2006/12/8～10  |
| 8         | 座布団一枚の哲学               | 田坂哲郎 | 田坂哲郎   | 多目的オープンスペース | 2007/6/15～19  |
| 番外Vol.2 | 彼女の消息                     | 田坂哲郎 | 田坂哲郎   | 大博多ホール           | 2007/11/16・17 |
| 9         | 猫大爆発                       | 田坂哲郎 | 田坂哲郎   | あじびホール           | 2008/8/22・23  |
| 10        | 九人姉妹                       | 田坂哲郎 | 田坂哲郎   | 大博多ホール           | 2009/1/17      |